# Вулиця Князя Острозького (Рівне)
Ву́лиця Кня́зя Остро́зького — одна з вулиць міста Рівне, розташована в мійкрорайоні Ювілейний, названа на честь українського князя Костянтина Василя Острозького.
Вулиця Князя Острозького починається від вулиці Соборної і пролягає на південний захід, де, зрештою, впирається у вулицю Макарова.
Житлова забудова існує тільки по правій (парній) стороні вулиці. З непарного боку вулиці розташовані парк «Ювілейний» та палац культури «Хімік».

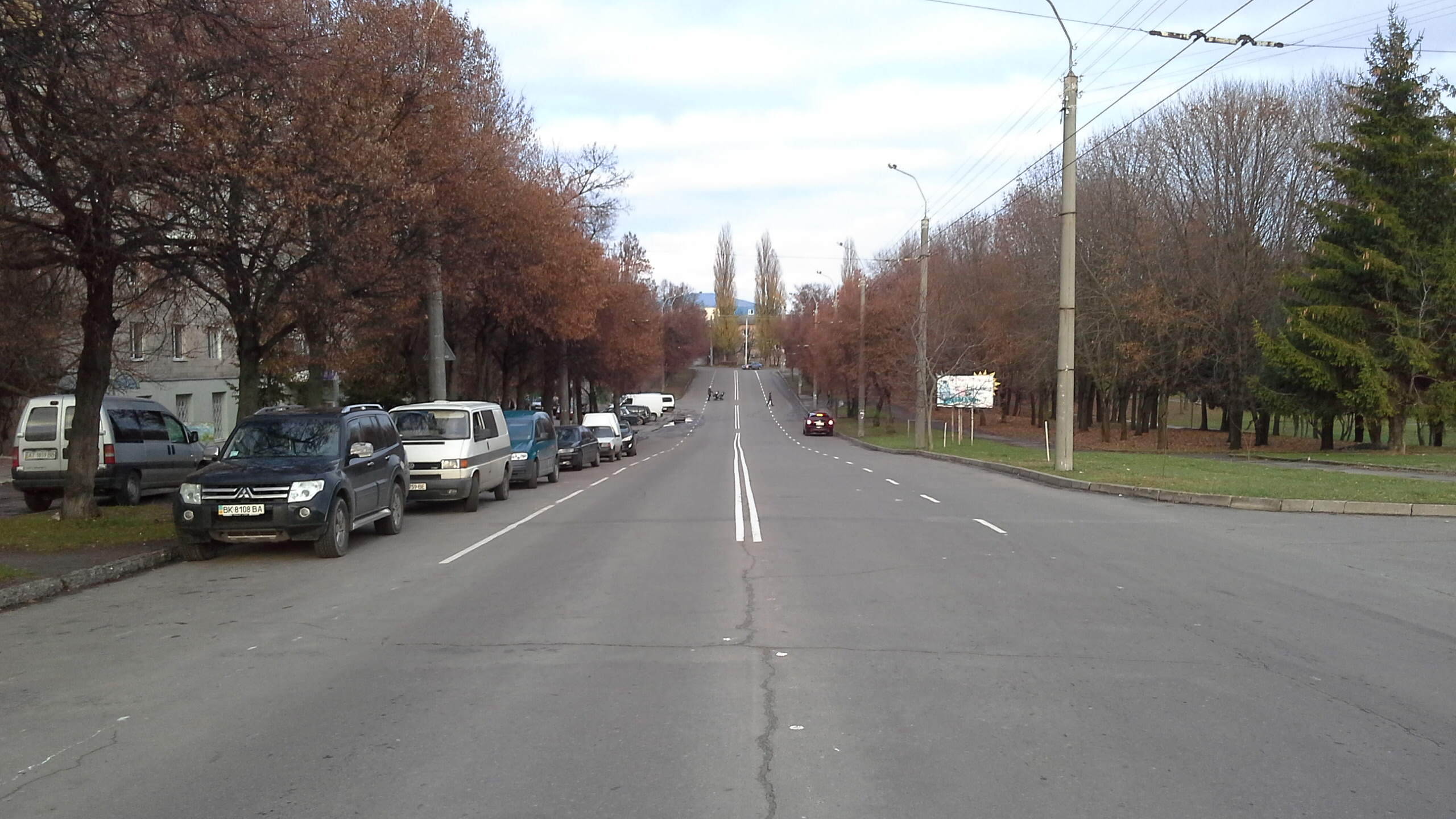
Краєвид вулиці Князя Острозького в бік вулиці Соборної
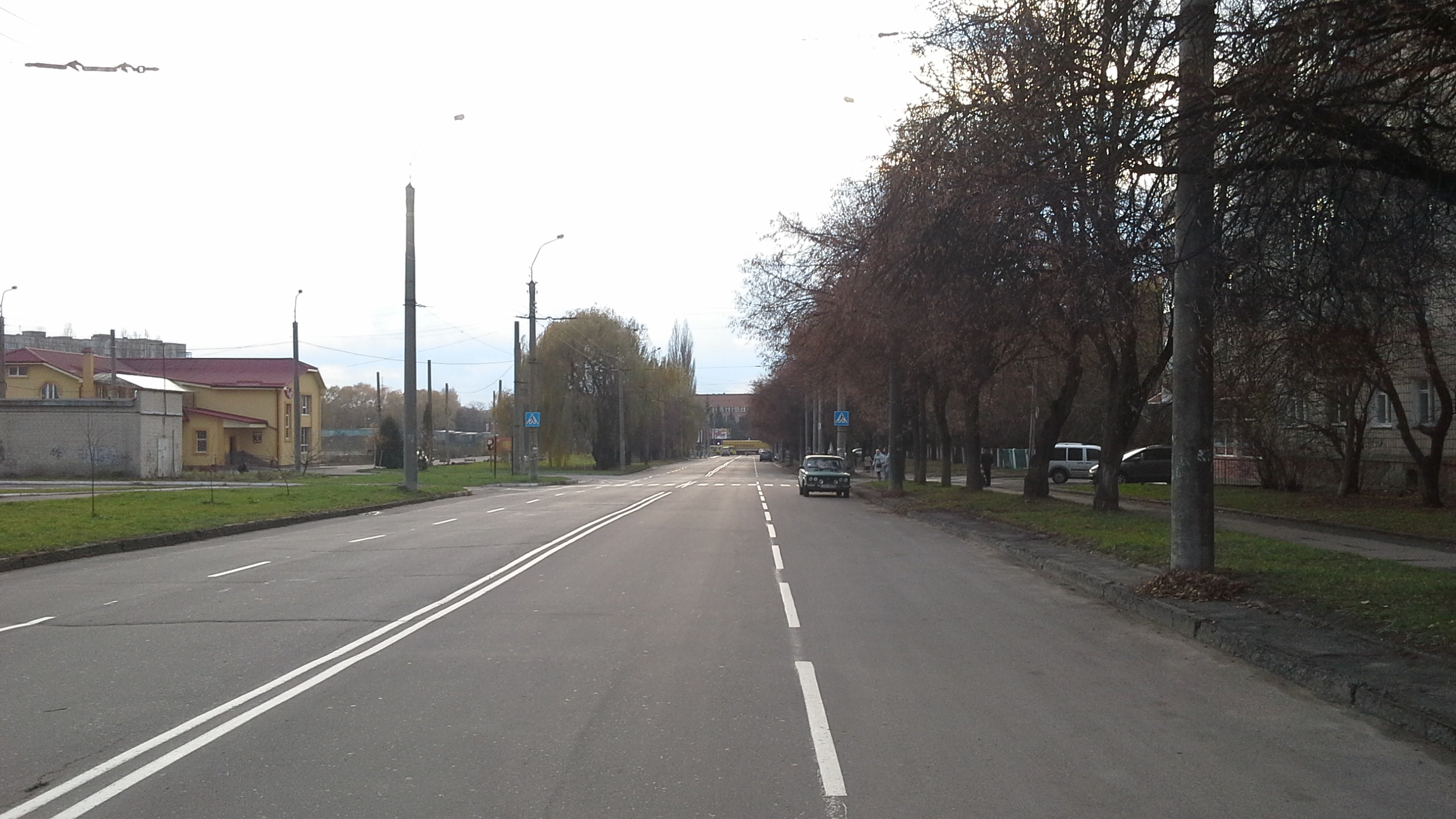
Краєвид вулиці Князя Острозького в бік вулиці Макарова